# Ceratopsyche cockerelli
Ceratopsyche cockerelli är en nattsländeart som först beskrevs av Banks 1905.  Ceratopsyche cockerelli ingår i släktet Ceratopsyche och familjen ryssjenattsländor. Inga underarter finns listade i Catalogue of Life.